# Minthodes rossica
Minthodes rossica là một loài ruồi trong họ Tachinidae.